# 미노루 야마사키

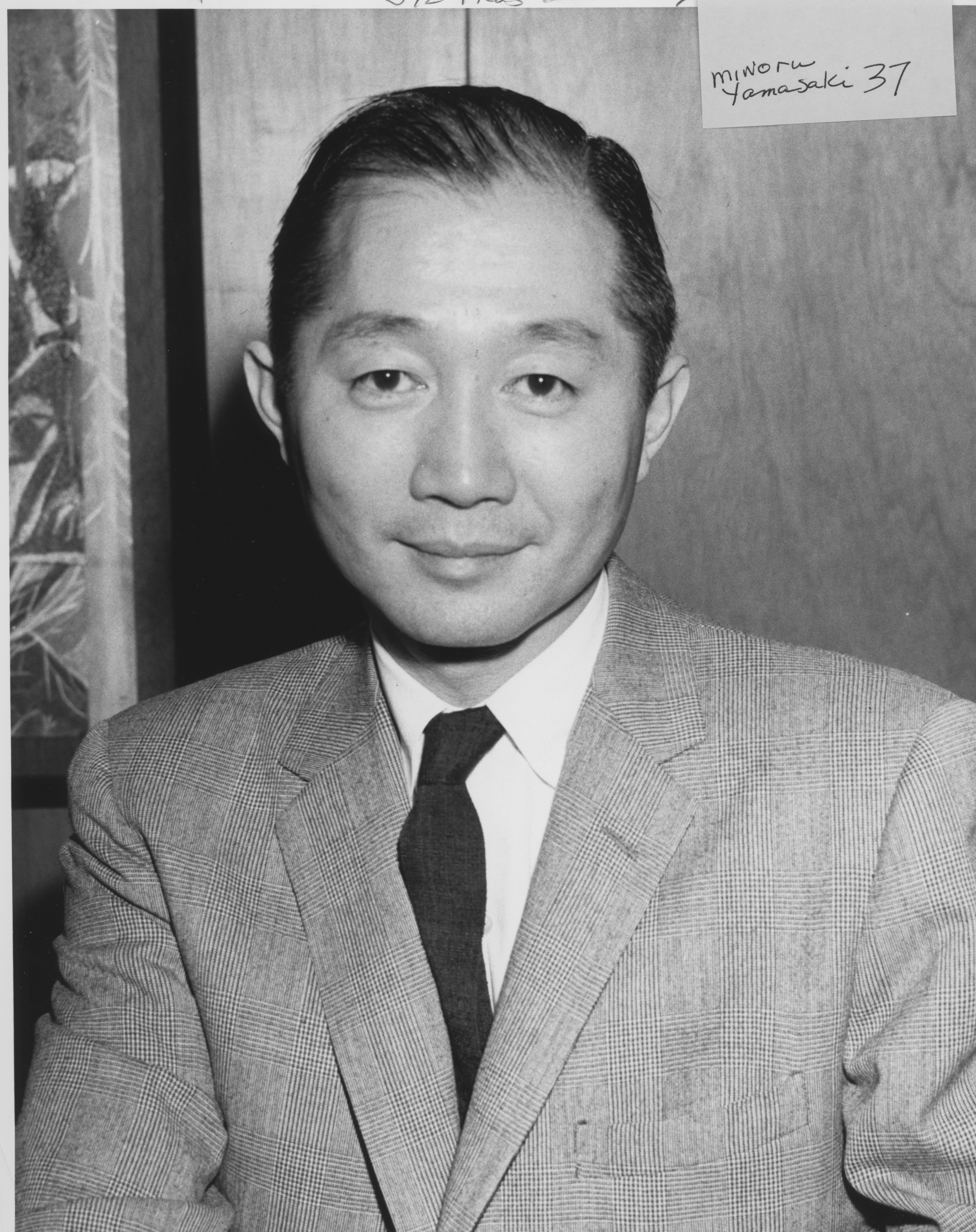

미노루 야마사키(영어: Minoru Yamasaki, 일본어: 山崎 實, 1912년 12월 1일 ~ 1986년 2월 7일)는 일본계 2세 미국인 건축가로, 뉴욕 세계 무역 센터의 설계자로 잘 알려져 있다.

## 같이 보기
- 세계 무역 센터의 건설